# نهائي كأس مصر 1922
نهائي كأس مصر 1922 ، كانت المباراة النهائية لكأس مصر موسم 1921–22 ، والنهائي الأول لكأس مصر، جمع بين ناديي المختلط (الزمالك حاليًا) ونادي الاتحاد السكندري، فاز المختلط بالمباراة 5-0، ليصبح أول فريق يتوج ببطولة كأس مصر.

## الطريق إلى النهائي
| المختلط            | المختلط | مستدير            | الاتحاد الإسكندرية | الاتحاد الإسكندرية |
| ------------------ | ------- | ----------------- | ------------------ | ------------------ |
| الخصم              | نتيجة   | 1921–22 كأس مصر   | الخصم              | نتيجة              |
| الترسانة           | 4-0     | الجولة الأولى     |                    | ؟؟؟                |
| نادي موظفو الحكومة | 3-0     | الدور ربع النهائي | الأهلي             | ؟؟؟                |
| فريق المدارس       | 3-0     | الدور نصف النهائي | العباسية           | ؟؟؟                |

## تفاصيل المباراة
| المختلط                                          | 5–0   | الاتحاد السكندري |
| ------------------------------------------------ | ----- | ---------------- |
| جميل عثمان · السيد أباظة · حسين حجازي · علي رياض | تقرير |                  |

| المختلط:  |     |                             |
|           |     |                             |
| حارس مرمى | ؟؟؟ | وصلة=\|حدود محمود مرعي      |
| ؟؟؟       | ؟؟؟ | وصلة=\|حدود فؤاد جميل       |
| ؟؟؟       | ؟؟؟ | وصلة=\|حدود يوسف وهبي       |
| ؟؟؟       | ؟؟؟ | وصلة=\|حدود محمد جبر        |
| ؟؟؟       | ؟؟؟ | وصلة=\|حدود علي الحسني      |
| ؟؟؟       | ؟؟؟ | وصلة=\|حدود عبد السلام حمدي |
| ؟؟؟       | ؟؟؟ | وصلة=\|حدود السيد أباظة     |
| ؟؟؟       | ؟؟؟ | وصلة=\|حدود علي رياض        |
| ؟؟؟       | ؟؟؟ | وصلة=\|حدود حسين حجازي      |
| ؟؟؟       | ؟؟؟ | وصلة=\|حدود يوسف محمد       |
| ؟؟؟       | ؟؟؟ | وصلة=\|حدود جميل عثمان      |
| مدير:     |     |                             |
|           |     |                             |

| الاتحاد الإسكندرية: |     |                               |
|                     |     |                               |
| حارس مرمى           | ؟؟؟ | وصلة=\|حدود زكي شعبان "الشيل" |
| ؟؟؟                 | ؟؟؟ | وصلة=\|حدود حسن الديب         |
| ؟؟؟                 | ؟؟؟ | وصلة=\|حدود حسن فارس          |
| ؟؟؟                 | ؟؟؟ | وصلة=\|حدود فؤاد نجيب         |
| ؟؟؟                 | ؟؟؟ | وصلة=\|حدود السكري            |
| ؟؟؟                 | ؟؟؟ | وصلة=\|حدود حسين الموسى       |
| ؟؟؟                 | ؟؟؟ | وصلة=\|حدود محمود هدى         |
| ؟؟؟                 | ؟؟؟ | وصلة=\|حدود إبراهيم ميرغني    |
| ؟؟؟                 | ؟؟؟ | وصلة=\|حدود السيد حبشي        |
| ؟؟؟                 | ؟؟؟ | وصلة=\|حدود مجدي الديب        |
| ؟؟؟                 | ؟؟؟ | وصلة=\|حدود السيد هدى         |
| مدير:               |     |                               |
|                     |     |                               |

## روابط خارجية
http://www.angelfire.com/ak/EgyptianSports/ZamalekInEgyptCup.html#1922